# Josef Antonín Planický
Josef Antonín Planický (Manětín, 28 aprile 1691 – Frisinga, 17 gennaio 1732) è stato un compositore boemo.

## Biografia
Attivo alla corte di Freising, ricevette le prime lezioni di musica dal padre e poi alla scuola dei Gesuiti. Dopo aver viaggiato attraverso la Boemia, la Moravia e l'Austria ed aver soggiornato a Praga, Olomouc, Brno e Vienna si stabilì con la sua famiglia a Freising dove fu attivo come tenore, maestro di canto e compositore per la corte episcopale. Qui fu benvoluto dal canonico Philippe Franz Lindmayer che lo preferì a musicisti più anziani ed esperti. Nel 1803 fu chiusa definitivamente la diocesi di Freising e l'archivio musicale della Cattedrale andò distrutto con buona parte delle musiche di Planicky. 
Unica opera a noi pervenuta della sua produzione è l'Opella ecclesiastica, raccolta di dodici cantate sacre per voce solista e strumenti che anticipano la cantata da chiesa italiana; lo stile usato, assimilabile al gusto barocco, si apre tuttavia al classicismo con lo schema del recitativo e aria col da capo.
| Controllo di autorità | VIAF (EN) 88078329 · ISNI (EN) 0000 0001 0996 8104 · CERL cnp00607825 · LCCN (EN) nr88008086 · GND (DE) 103848584 · BNF (FR) cb139933921 (data) |